# Fly to the Sky
Fly to the Sky (hangul: 플라이) es un dúo musical masculino surcoreano formado por Brian Joo y Hwanhee. Inicialmente comercializados como un grupo más de K-pop, el dúo luego desarrolló una imagen más madura y se convirtió en uno de los grupos de R&B más populares en Corea del Sur. El dúo ha lanzado un total de nueve álbumes de estudio desde su debut en 1999.

## Carrera musical

### 1999-2001: Debut y primeros años
El dúo comenzó a ser formado a finales de 1998 por SM Entertainment. Brian Joo hizo una audición mientras asistía a Holy Spirit High School en Nueva Jersey. Hwanhee fue alentado a hacer una audición por un miembro del personal de un festival de su escuela secundaria que trabajaba también para la compañía. Fly to the Sky debutó oficialmente el 21 de noviembre de 1999, en el SM Festival Concert '99.
Poco después, el dúo lanzó su álbum debut Day by Day el 9 de diciembre de 1999 e hizo su primera aparición oficial en televisión dos días después. A diferencia de otros grupos de K-pop de ese momento, se alejaron del techno alegre y del dance, optando por baladas de medio tiempo. Su álbum debut fue un gran éxito, con unas ventas de más de 250.000 copias. El dúo adquirió aún más notoriedad cuando ganaron el premio al Mejor Artista Nuevo en el año 2000. Sin embargo, el dúo no logró alcanzar el estrellato instantáneo a diferencia de sus predecesores como H.O.T, cuyas ventas de álbumes superaron la marca del millón.
Su popularidad aumentó rápidamente con el lanzamiento de su segundo álbum The Promise en 2001, que presentó géneros musicales más diversos que su predecesor. Con temas más animados, alcanzó el puesto número 2, pero rápidamente quedó fuera de las listas.

### 2002-2004: Transición musical
En abril de 2002, se lanzó su tercer álbum Sea of Love. El sencillo principal del álbum fue la canción principal homónima, una balada pop, y se convirtió en un éxito en ese verano. Su segundo sencillo, "Condition of my Heart", fue escrito por el cantante estadounidense Brian McKnight. En contraste con el primer sencillo, "Condition of my Heart" era una balada más pesada. El sencillo marcó la transición musical del dúo del K-pop tradicional al R&B. Junto con su música, la imagen del dúo cambió su apariencia de "chico flor" por una imagen más masculina.
Su álbum de estudio de 2003, Missing You, incluyó más canciones que se alejaron del K-pop tradicional y enfatizaron sus habilidades vocales para una imagen de artistas serios. El álbum tuvo un buen desempeño comercial y le otorgó al dúo muchos premios, incluido el premio "Bonsang" de SBS Gayo Daejun y los Korea Music Awards. Este período es recordado por la muerte muy publicitada de su manager, quien también era el manager de BoA. En un programa de variedades, ambos miembros comentaron que este incidente fue un momento emocionalmente difícil para ellos. Hwanhee quedó especialmente sorprendido porque estuvo con su manager apenas unas horas antes del incidente.
En noviembre de 2004, el dúo lanzó su quinto y último álbum de estudio bajo SM Entertainment, Gravity. El álbum recibió poca promoción y se convirtió en el álbum de estudio menos vendido del dúo, vendiendo poco menos de 90.000 copias. Sin embargo, realizaron su primer concierto oficial con éxito en el Jamsil Arena el 21 de diciembre de 2004, y recibieron el premio al "Mejor Artista de R&B" del SBS Gayo Daejun. Surgió una controversia cuando los críticos cuestionaron su elegibilidad para el premio, porque el álbum fue lanzado solo dos meses antes de la ceremonia. Cuestionaron la credibilidad y la imparcialidad de SBS Gayo Daejun en su totalidad, ya que los artistas que boicotearon SBS, como YG Family, o aquellos que no estuvieron presentes, no recibieron ningún premio. Despreciaron la ceremonia como "una fiesta sólo para los presentes".
El lanzamiento de su álbum de sus grandes éxitos Eternity en 2005 coincidió con el lanzamiento de la banda sonora del drama coreano Fashion 70s, en el que aparecía el dúo. El popular programa coreano hizo de su canción "가슴 아파도" ("Although My Heart Aches"), el tema principal del programa, un éxito inesperado. Eternity fue el último álbum de Fly to the Sky lanzado por SM Entertainment.

### 2004-2006: Salida de SM Entertainment y problemas personales
Después de que el contrato de Fly to the Sky con SM Entertainment expirara en noviembre de 2004, el dúo firmó con la compañía PFull Entertainment. El dúo declaró que querían trabajar en una compañía más pequeña que estuviera dispuesta a promocionarlos como músicos y centrarse menos en el éxito comercial. Bajo esta compañía, Fly to the Sky lanzó su sexto álbum de estudio Transition, después de una pausa de un año en enero de 2006. El álbum tuvo un éxito masivo y vendió más de 160.000 copias.
El dúo se embarcó en su primera gira nacional, "Fly To The Sky: 2006 The Twice Tour". Comenzando en Seúl en mayo de 2006, realizaron conciertos en Busan, Daegu, Junju y Kwangju, logrando reunir a más de 50.000 personas.
Para celebrar el éxito de Transition, Fly To The Sky lanzó una nueva edición especial, que incluía los videos musicales de los sencillos, escenas eliminadas y las pistas adicionales "Hwan Sang (Illusion)", "Hot and Cold" y "When I Say".
En 2004 y 2005, el futuro incierto del dúo después de su contrato con SM Entertainment llevó a especular que se disolverían. Brian Joo abordó públicamente estos rumores en el programa de SBS "Yah Shim Man Man", que se emitió el 10 de julio. Admitió que ambos tuvieron dificultades en los comienzos de su carrera, y también dijo que había sufrido sentimientos de inferioridad ante Hwanhee, debido a que recibía más atención y elogios que él. A pesar de su condición de dúo, sintió que no le dieron el crédito que le correspondía ni la misma cantidad de atención que a Hwanhee. Al final, le resultó difícil soportarlo y le sugirió que siguieran caminos separados. Hwanhee respondió enojado y el asunto se convirtió en una pelea seria que casi conduce a la disolución. Los dos se reconciliaron poco después, y dijeron que "llegaron a entenderse mejor y se dieron cuenta de que ambos se necesitaban". Después, ambos decidieron tratar de entenderse mejor para resolver sus problemas juntos y apoyarse mutuamente. Después de reflexionar y hablar en el programa sobre este incidente, los ojos de Joo se llenaron de lágrimas.
Desde 2006, el dúo ha participado en múltiples programas de variedades, y sus dos miembros han seguido carreras individuales. Hwanhee apareció en el drama televisivo coreano "Over the Rainbow" durante el verano de 2006, y Joo lanzó su álbum en solitario The Brian en diciembre de 2006. A medida que aparecieron con mayor frecuencia en programas no musicales, el dúo vio un aumento en su popularidad y la reacción de los críticos al mismo tiempo que sentían que el dúo estaba comprometiendo su imagen como artistas.

### 2007-2009: Regreso y proyectos en solitario
El séptimo álbum del dúo, No Limitations, fue lanzado el 4 de julio de 2007. Su primera aparición televisiva para promocionar el álbum fue el 29 de junio de 2007. El álbum incluyó varios de los sencillos más exitosos del dúo, como "Oneuldo Eebbeungul" (" 오늘도 이쁜걸" Pretty Today Too ), "Geuraedo Sarangipnida" (" 그래도 사랑입니다" It's still love) y "Gee-uk Han Joom" ("기억 한 줌" Grain of Memory ), así como "My Angel", que alcanzó el puesto número 1 en las listas. No Limitations se convirtió en el primer álbum número uno del dúo. Decennium (2009), que fue el octavo álbum de estudio del grupo, también fue durante mucho tiempo el último álbum del grupo. Después de su lanzamiento, el dúo declaró que no renovarían su contrato y seguirían caminos profesionales separados. A partir de 2009, Hwanhee y Brian lanzaron sus respectivos primeros y segundos álbumes en solitario. Hwanhee también participó en el sencillo en solitario de Song Ji-eun, "Yesterday".

### 2014-presente: Regreso después de cinco años de hiatus
El 14 de abril de 2014, Brian Joo anunció en Twitter que Fly to the Sky regresaría en mayo. Posteriormente, el dúo firmó con H2 Media, la agencia de Hwanhee. Su noveno álbum de estudio, Continiuum, fue lanzado en mayo de 2014, teniendo como canción principal el sencillo "You You You", el cual lcanzó el puesto número uno en las listas digitales de Gaon.
En junio, el dúo lanzó un sencillo titulado "Years Apart", el cual sirvió como tema principal de la película No Tears for the Dead.
A pesar de estar en una pausa de 5 años, Hwanhee y Brian expresaron su buen trabajo en equipo y su sólida amistad en una entrevista, diciendo: "Había rumores sobre que éramos homosexuales y que nos gustaban los hombres, pero no es así. Somos tan cercanos que la gente siente lo mismo por nosotros”.

## Estilo musical
El sencillo debut del dúo, "Day by Day", fue una canción de amor con toques de K-pop tradicional. Sus canciones posteriores fueron una combinación de R&B, pop rap y hip-hop hasta 2002, cuando el dúo abandonó el K-pop tradicional. Desde 2002, optaron por el R&B pesado. Continúan cantando canciones de amor, y algunas de ellas continúan incorporando hip-hop.
El dúo se diferencia en sus gustos musicales. El productor de Transition, Hwang Se-Jun, ha dicho que Hwanhee prefiere el R&B puro, mientras que a Brian le gusta la música con ritmos distintivos y tiene una fuerte preferencia por el hip-hop. Brian lamentó que no pudiese incluir más líneas de rap suyas en las canciones del dúo, y afirmó en múltiples ocasiones la menguante popularidad del hip-hop en Corea del Sur, diciendo que "en Corea, el hip-hop simplemente se etiqueta como música dance".

## Críticas
A lo largo de su carrera, los críticos señalaron como el principal punto negativo del dúo la falta de control creativo sobre sus obras y depender en gran medida de compositores cuyos estilos distintivos predominan sobre sus voces.
Fueron uno de los muchos grupos/artistas que se sumaron a la moda de promocionar sus álbumes apareciendo cómicamente en programas de variedades. Los críticos compararon esta elección con un arma de doble filo: si bien consiguieron más publicidad y una imagen más amigable para el espectador, comprometieron su imagen como artistas profesionales. 

## Discografía

### Álbumes de estudio
- Day By Day (1999)
- The Promise (2001)
- Sea of Love (2002)
- Missing You (2003)
- Gravity (2004)
- Transition (2005)
- No Limitations (2007)
- Decennium (2009)
- Continuum (2014)

### Extended plays
- Love & Hate (2015)
- Your Season (너의 계절) (2017)